# Lawrence Chaziya
Lawrence Chaziya (ur. 19 sierpnia 1998 w Lilongwe) – piłkarz malawijski grający na pozycji środkowego obrońcy. Od 2023 jest zawodnikiem klubu Mighty Wanderers FC.

## Kariera klubowa
Swoją karierę piłkarską Chaziya rozpoczął w klubie Civil Service United, w którym w sezonie 2016 zadebiutował w pierwszej lidze malawijskiej. W 2022 roku przeszedł do jordańskiego Al-Hussein Irbid, a w 2023 do Mighty Wanderers FC.

## Kariera reprezentacyjna
W reprezentacji Malawi Chaziya zadebiutował 31 grudnia 2021 w wygranym 2:1 towarzyskim meczu z Komorami, rozegranym w Dżuddzie. W 2022 roku został powołany do kadry na Puchar Narodów Afryki 2021. Na tym turnieju zagrał w trzech meczach: grupowych z Zimbabwe (2:1) i z Senegalem (0:0) oraz w 1/8 finału z Marokiem (1:2).